# Anthony Francis Lucas
Anthony Francis Lucas, né Antonio Francisco Luchich à Spalato en Autriche-Hongrie (actuellement Split en Croatie) le 9 septembre 1855 et mort le 2 septembre 1921 à Washington, il est ingénieur en génie pétrolier. Il est connu pour avoir participé au forage d'un puits de pétrole près de Beaumont au Texas, le premier du champ pétrolier de Spindletop.

## Héritage
Depuis 1936, l'Institut américain des ingénieurs miniers, métallurgiques et pétroliers (American Institute of Mining, Metallurgical and Petroleum Engineers) attribue chaque année la médaille d'or Anthony F. Lucas à une personne ayant contribué à l'amélioration des techniques de prospection ou de production pétrolière.

## Source de la traduction
- (en) Cet article est partiellement ou en totalité issu de l’article de Wikipédia en anglais intitulé « Anthony Francis Lucas » (voir la liste des auteurs).